# Mollahəsənli (Masallı)
Mollahəsənli è un comune dell'Azerbaigian situato nel distretto di Masallı. Conta una popolazione di 776 abitanti.